# Monte Alegre de Minas
Monte Alegre de Minas là một đô thị thuộc bang Minas Gerais, Brasil. Đô thị này có diện tích 2593,171 km², dân số năm 2007 là 18348 người, mật độ 7 người/km².